# Baracoa
Baracoa est une ville et une municipalité de la province de Guantánamo à l'extrémité orientale de Cuba. Fondée le 15 août 1511 par le conquistador Diego Velázquez de Cuéllar sous le nom de Nuestra Señora de la Asunción de Baracoa (« Notre-Dame de l'Assomption de Baracoa »), elle est à la fois la plus ancienne colonie espagnole de l'île, et la première capitale (d'où son surnom de  Ciudad Primada). Coupée du reste du monde pendant plusieurs siècles, Baracoa est accessible par la route depuis 1960. Cette petite ville a gardé son charme colonial ainsi que son importance stratégique avec ses trois forts construits par les Espagnols au XVIIIe siècle contre les attaques des corsaires.
La ville a été proclamée Monument National en raison de son paysage exotique, caractérisé par une grande quantité de végétation endémique que l'on peut retrouver notamment dans le Parc National Alejandro de Humboldt ; et grâce à son histoire, liée aux combats entre les natifs et les Espagnols. Cette lutte a inspiré de nombreuses légendes, comme celle de la mort du cacique Hatuey.

## Géographie

### Situation
La ville de Baracoa est située à 989 km sud-est de La Havane et 153 km nord-est de sa capitale de province Guantánamo.
Elle se trouve sur la côte où elle entoure deux baies : la baie de Miel (Bahía de Miel) et la baie de Baracoa.

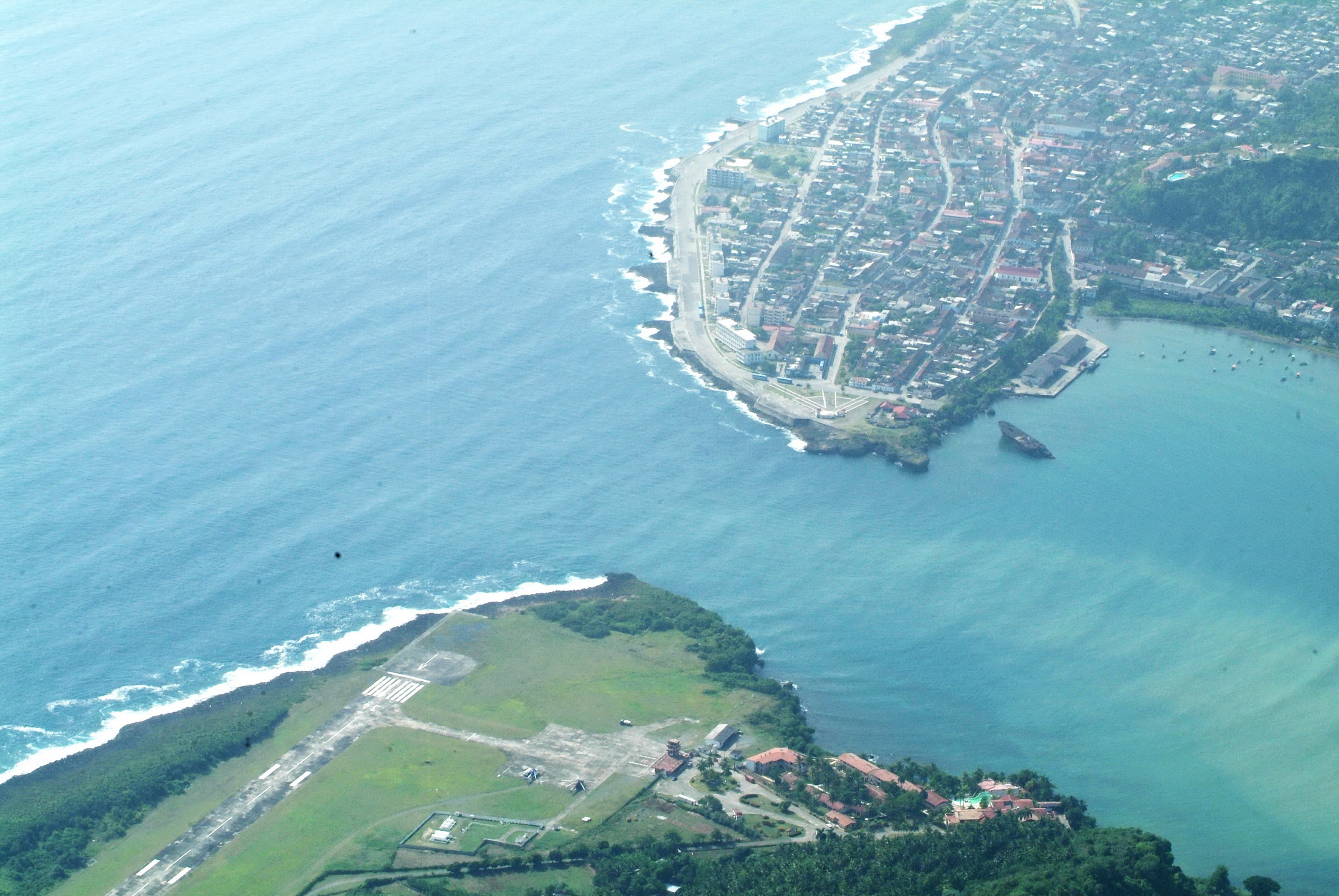
Entrée de la baie de Baracoa
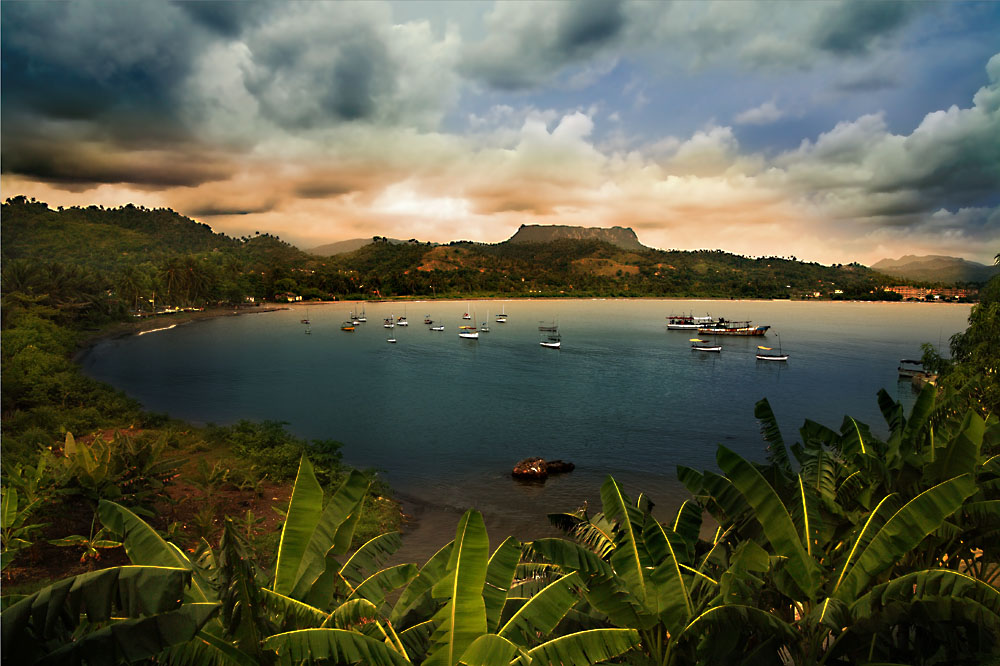
Baie de Baracoa et mont El Yunque

### Municipalités voisines
| Moa (Holguín)       | Océan Atlantique |       |
| Yateras             | Baracoa          |       |
| San Antonio del Sur | Imías            | Maisí |

### Divisions administratives
La municipalité inclut 15 consejos populares :
- Nibujón[4]
- Cayo Güín
- Quiviján
- Mabujabo
- El Turey
- La Playa
- La Asunción
- La Reforma
- Cabacú
- 30 Aniversario
- Sabanilla
- Jamal
- Mosquitero
- Mata-Guandao
- Mandinga

### Voies de communication
Baracoa est entourée d'une chaîne de montagnes (dont la sierra del Purial)[réf. nécessaire] qui ferme l'accès par voie de terre et isolait la ville du reste de l'île jusqu'à la construction dans les années 1960 de la Carretera Central, la route centrale qui parcourt l'île de Cuba d'est en ouest jusqu'au village de La Fe (municipalité de Sandino, province de Pinar del Río). Cette route passe par le col du mont Cotilla (alto de Cotilla) avant d'aboutir à Baracoa. Le mont Iberia (Alto de Iberia), dans le nord de la municipalité, s'élève à 710 m d'altitude.
Baracoa possède un aéroport, l'aérodrome Gustavo Rizo (code AITA : BCA), qui se trouve en bord de mer au nord de la ville.

## Population
En 2022, la population de la municipalité est estimée à 78 056 habitants. Avec une superficie de 974,4 km2, la densité est de 80,11 habitants/km².

## Histoire

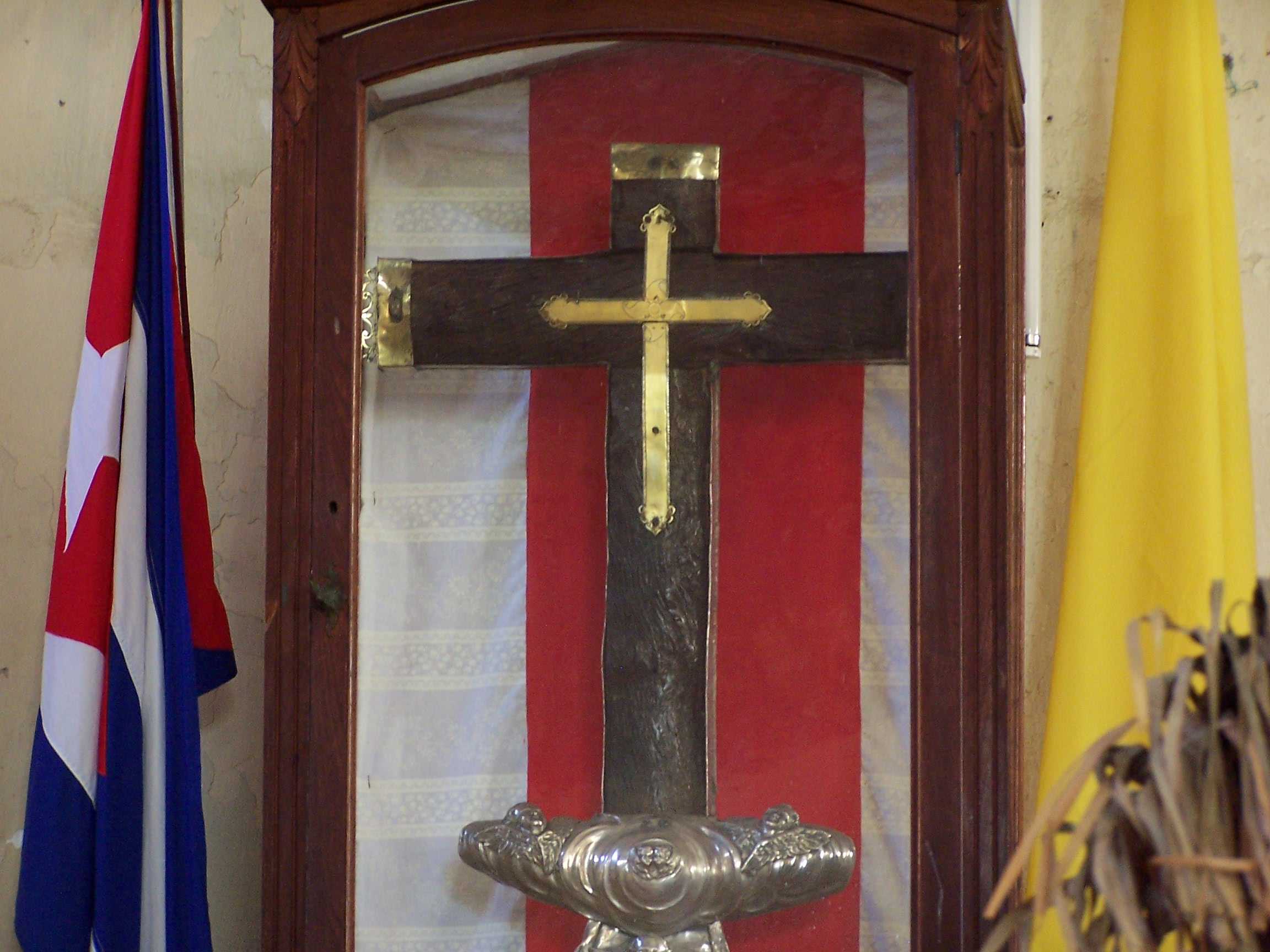
Une relique du XV : la Cruz de Parra.

Le 27 octobre 1492, Christophe Colomb débarque à Cuba dans un golfe qu'il appelle Porto Santo. De la description qu'il donne de l'endroit, on estime généralement qu'il s'agit de Baracoa, bien que certains auteurs optent plutôt pour Gibara ; seulement Colomb ajoute qu'il y a alentour une montagne, qui est probablement El Yunque : « ... le plus bel endroit du monde... J'entends les oiseaux chanter qu'ils ne quitteront jamais ce lieu... ». Selon la légende, Colomb aurait planté un crucifix, la Cruz de la Parra, dans les sables de l'actuel port de Baracoa. La ville espagnole se dresserait donc à l'emplacement de la colonie fondée par Christophe Colomb lors de son premier voyage. Les indigènes de l'île étaient les indiens Taïnos. On pense que le nom de la colonie provient de la langue arawak et signifie « au bord de la mer ». Ces indigènes, qui furent massacrés par les colons espagnols sur toute l'île de Cuba, ont été épargnés à Baracoa, où on trouve des descendants de l'ethnie originelle. Un héros local des amérindiens est Hatuey, qui s'enfuit de la colonie pour s'établir dans l'île d'Hispaniola, où il leva une armée Taïno pour expulser les Européens de Cuba. Selon les chroniques, Hatuey aurait été trahi par l'un des siens et condamné au bûcher. Juste avant de mourir, pressé par un prêtre de se convertir afin de faire son salut, Hatuey demanda si les Espagnols morts allaient au paradis ; devant la réponse affirmative du prêtre, il aurait déclaré ne pas vouloir s'y rendre.
Vers le 15 août 1511, Diego Velázquez de Cuéllar est nommé premier gouverneur officiel de Cuba. Il établit un comptoir dans la baie qu'il baptise Nuestra Señora de la Asunción de Baracoa, faisant de Baracoa la première capitale de Cuba. En 1518 le comptoir reçoit le droit de cité et le premier évêque de Cuba y institue le diocèse. L'endroit a conservé nombre de vestiges de l'occupation espagnole, comme les fortifications d'El Castillo, de Matachín et de La Punta, ou encore le vieux cimetière.
Aux XVIe et XVIIe siècles, l'isolement du port en fait la plaque tournante de la contrebande avec les colonies françaises et anglaises. Puis au début du XIXe siècle, la colonie est ralliée par plusieurs planteurs français fuyant la Révolution haïtienne : ils amènent avec eux la culture du café et du cacao.
À partir du milieu du XIXe siècle, plusieurs indépendantistes débarquent d'abord à cet endroit très retiré pour entreprendre la reconquête de l'île, tels Antonio Maceo et José Martí qui jouent un rôle important dans l'indépendance de Cuba en 1902.
Jusqu'à la Révolution cubaine, le seul accès possible était par voie de mer ; puis dans les années 1960 une route de col, La Farola, longue de 120 km et reliant Guantánamo à la baie, est creusée dans la montagne : c'est l'un des épisodes de la Révolution. La construction de cette route avait d'ailleurs déjà été programmée par le gouvernement Batista. Le col s'élève à 600 m et la route d'accès comporte onze ponts.

## Culture locale et patrimoine
- Fuerte Matachín (musée municipal) : c'est aussi le bureau de l'historien de Baracoa, Alejandro Hartmann, personnalité de la culture cubaine.
- El Castillo
- La Punta : avec Matachin et El Castillo, c'est la troisième forteresse protégeant Baracoa au XVIIIe siècle des nombreux assauts venus de la mer [10].
- L'église de Nuestra Señora Asunción de Baracoa

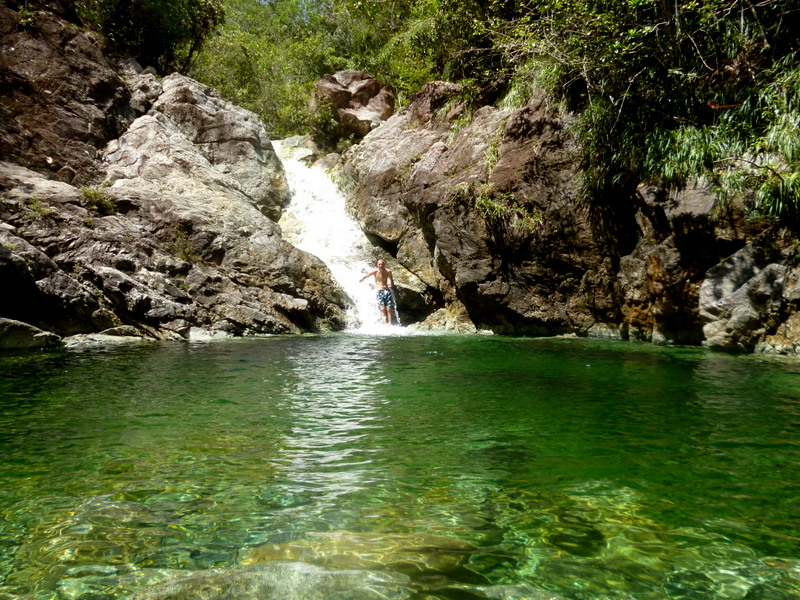
Cascades du parc naturel El Campismo

- Le Malecón

### Patrimoine naturel
- Les cascades d'El Campismo : El Campismo est un parc naturel où coule le rio Duaba.
- Boca de Miel : village de pêcheurs le long de la plage de Baracoa qui comprend la playa Blanca, plage de sable blanc.
- Playa Maguana : belle plage à 45 minutes de Baracoa, sable blanc et eaux turquoise.
- Playa Manglito : plage de sable blanc, le long d'un lagon et d'un village de pêcheurs bordé de cocotiers et d'amandiers.
- Boca de Yumuri : à l'est de Baracoa, une route mène à l'embouchure du fleuve Yumuri.

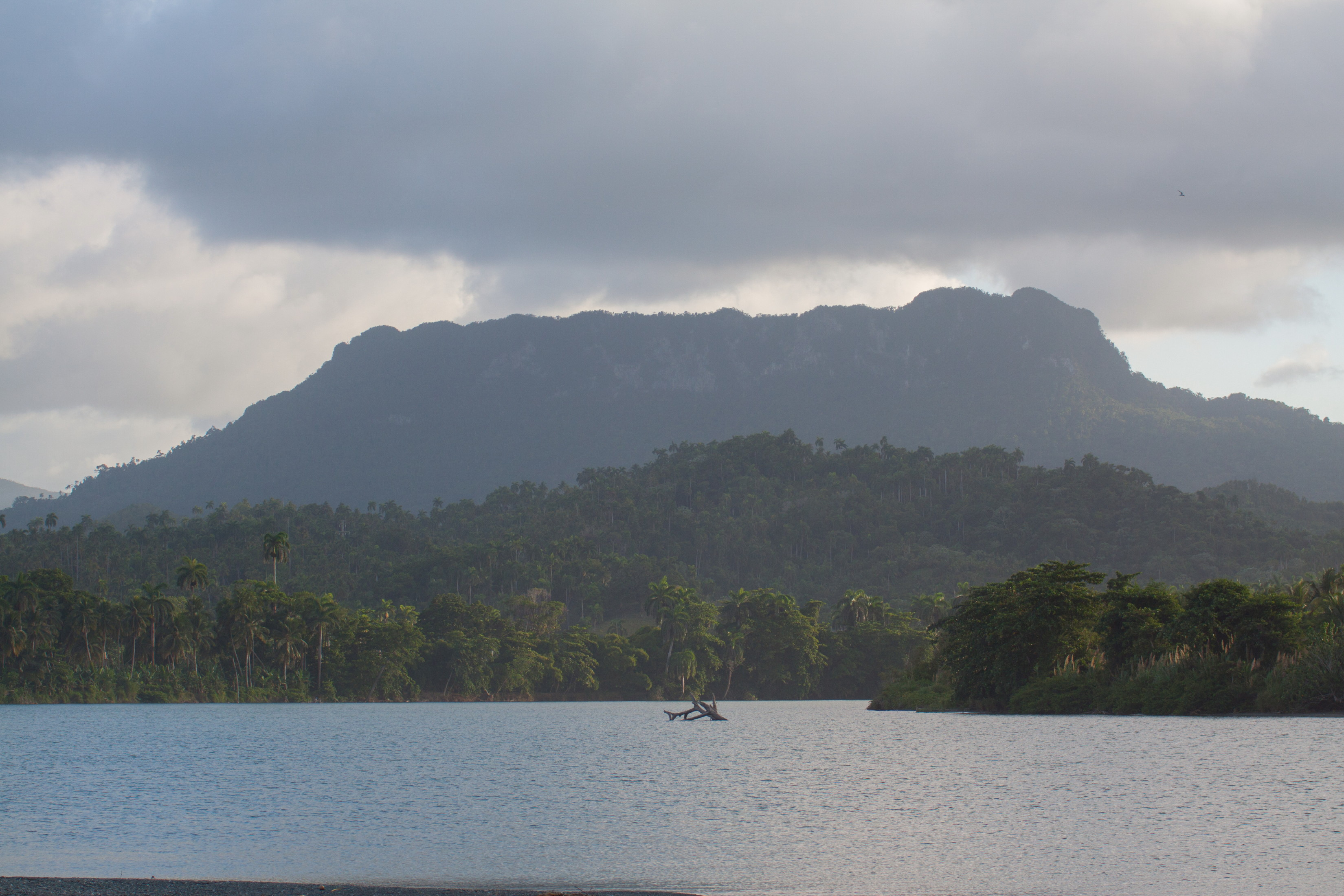
Rivière Toa et mont El Yunque
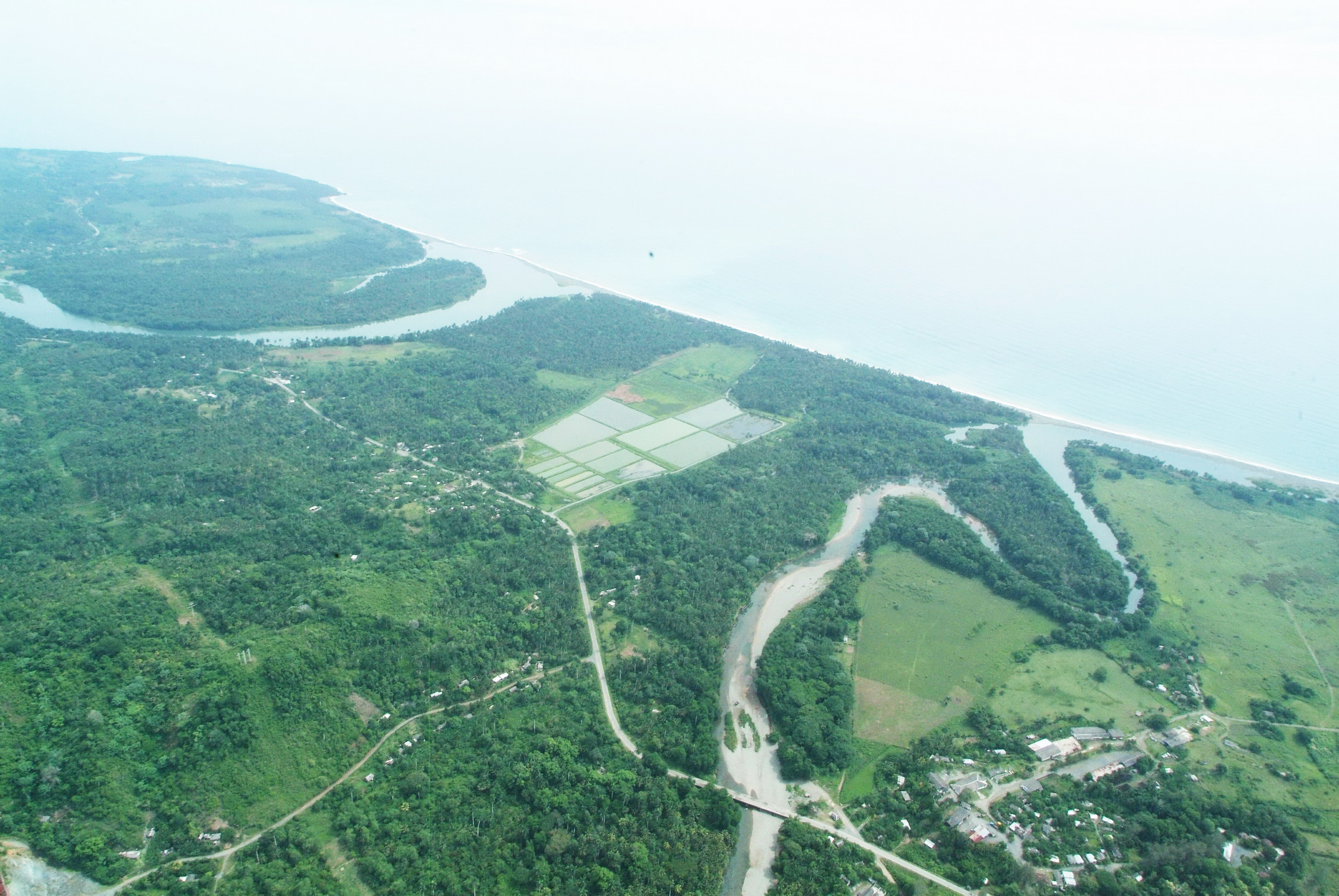
Le Toa et le Duaba
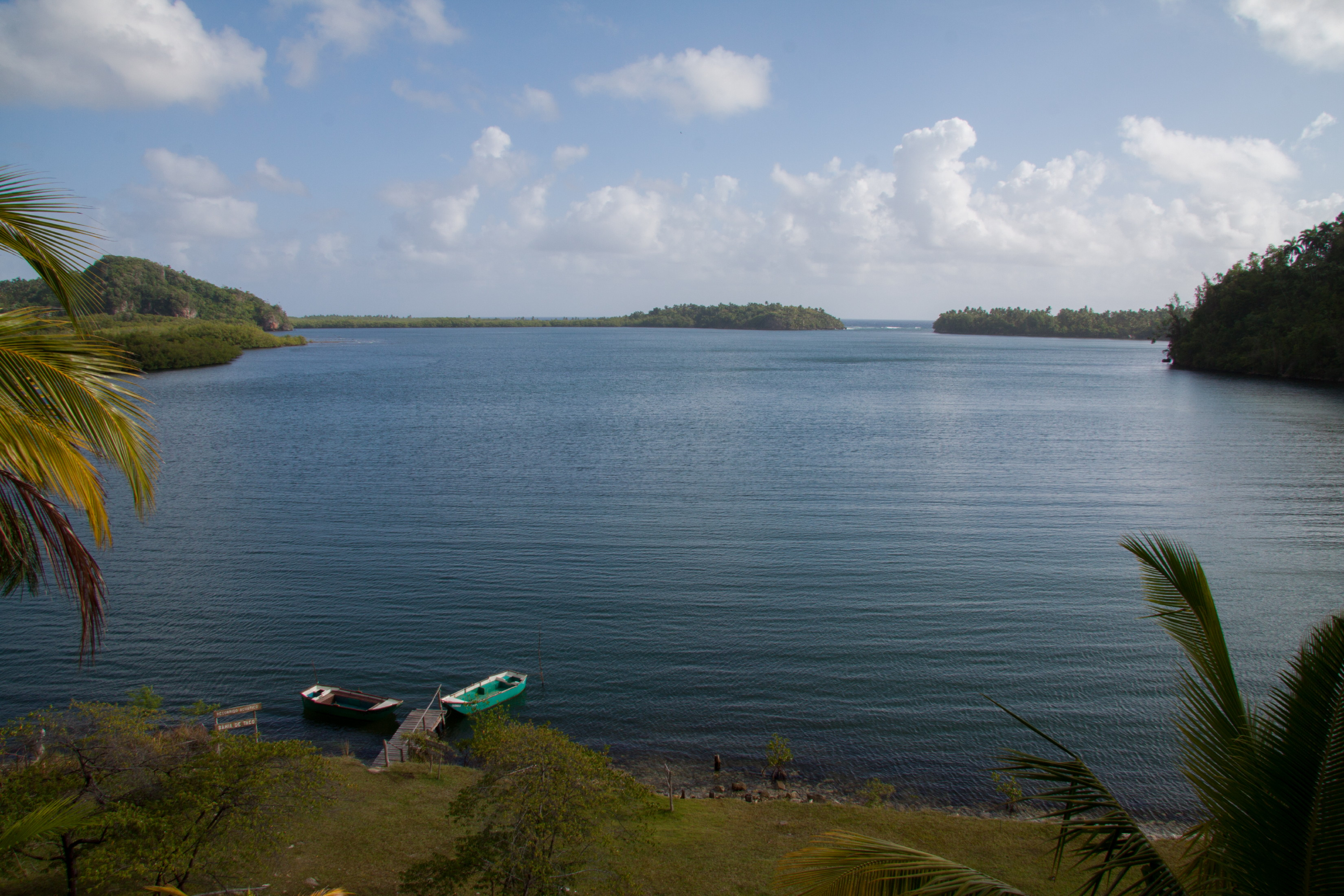
Baie de Taco à Nibujón
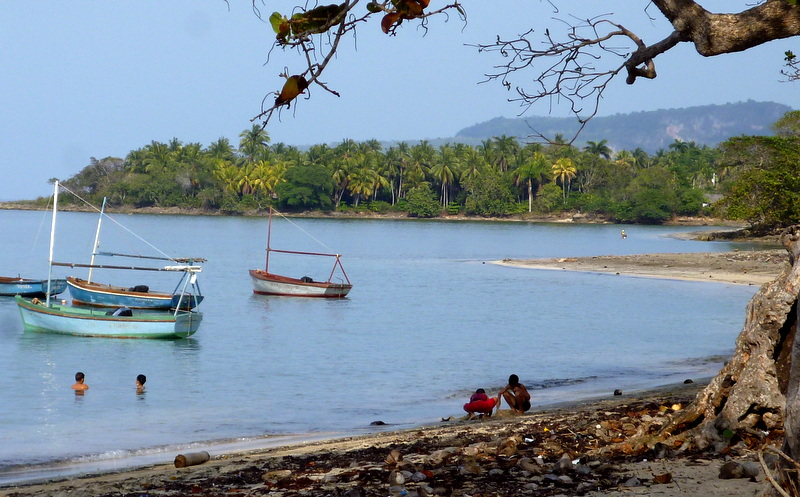
Plage de Manglito, entre Yumuri et Baracoa
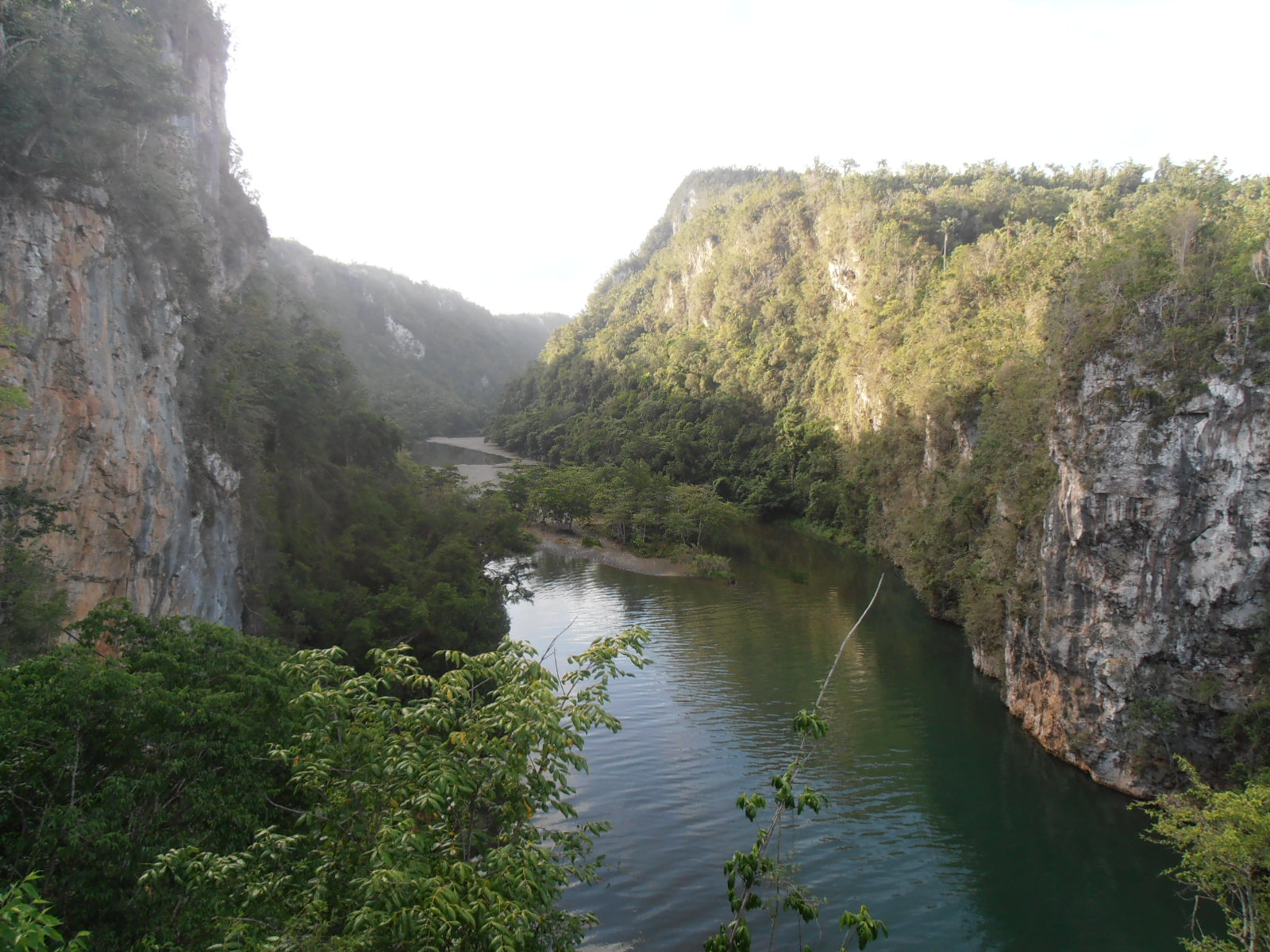
Boca de Yumurí

## Personnalités nées à Baracoa
- José Legrá, boxeur, né en 1943
- María Colón, athlète, née en 1958
- Selenis Leyva, actrice, née en 1972
- Alexis Paumier, lanceur de poids, né en 1975
- Aliannis Urgellés, joueur de football, né en 1985

## Jumelage
- Almuñecar (Espagne)